# IC 3489
IC 3489 је спирална галаксија у сазвјежђу Дјевица која се налази на листи објеката дубоког неба у Индекс каталогу.
Деклинација објекта је + 12° 14' 49" а ректасцензија 12h 33m 13,7s. Привидна величина (магнитуда) објекта IC 3489 износи 14,4 а фотографска магнитуда 15,2. IC 3489 је још познат и под ознакама MCG 2-32-130, CGCG 70-163, VCC 1490, IRAS 12307+1231, PGC 41683.